# Enyo (córka Aresa)
Enyo (stgr.  Ἐνυώ Enyṓ, łac. Enyo, Bellona, Bella, od bellium ‘wojna’) – w mitologii greckiej bogini i uosobienie gwałtu, przemocy, wojny, działań wojennych; utożsamiana z rzymską Belloną.
Uchodziła za córkę Aresa (według innej wersji za jego siostrę) lub Zeusa i Hery. Wraz z Fobosem i Dejmosem towarzyszyła Aresowi na polu walki.